# Rhacocarpus
Rhacocarpus là một chi rêu trong họ Rhacocarpaceae.